# Scheidenausfluss
Als Scheidenausfluss oder Vaginalausfluss (lateinisch Fluor vaginalis) bezeichnet man eine verstärkte Absonderung von Sekret aus der Vagina.

## Scheidenausfluss bei der Frau

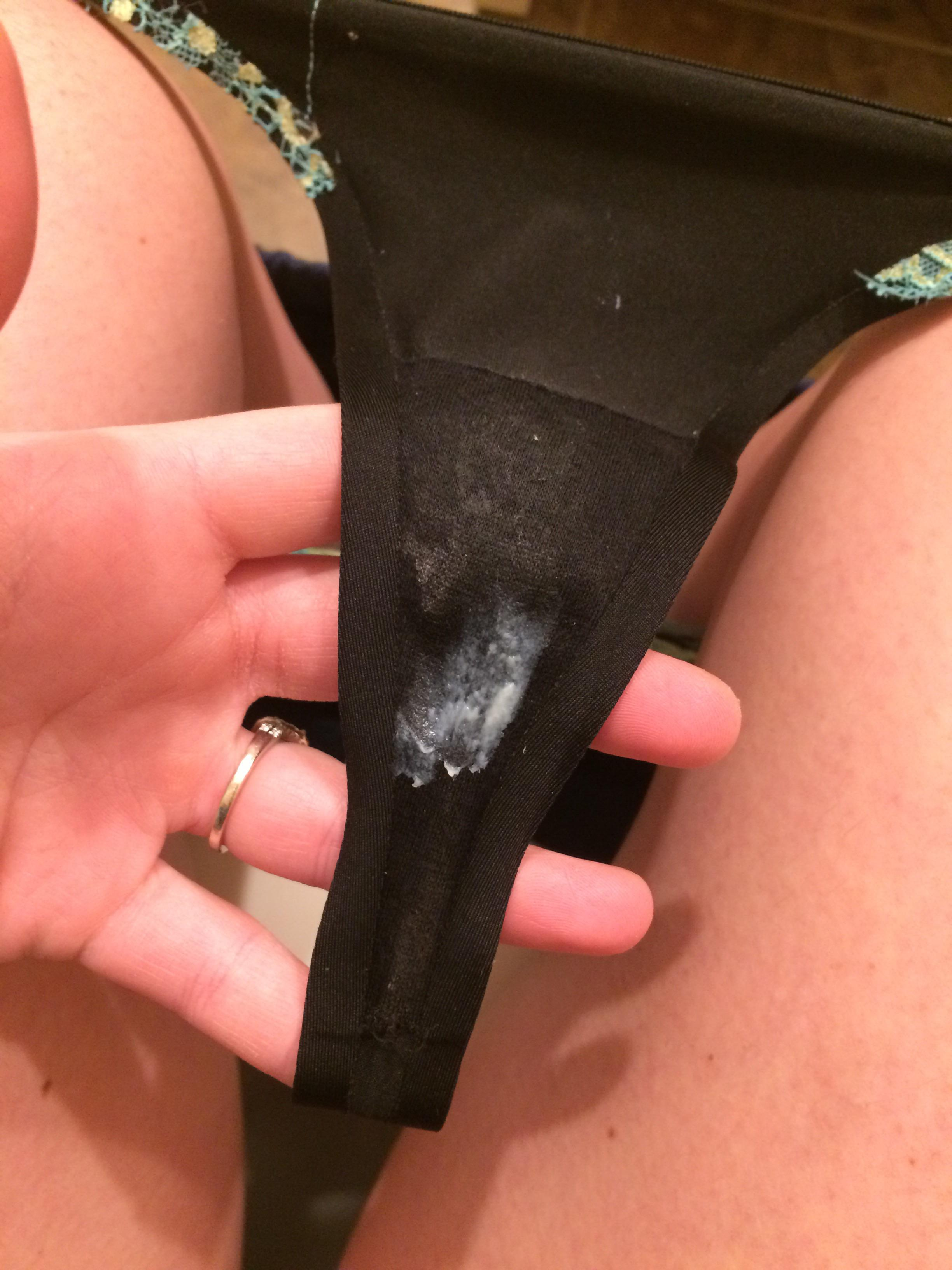
Normaler Scheidenausfluss

Das normale Scheidensekret der Frau besteht aus Epithelzellen und Kapillarflüssigkeit der Scheide, Scheidenflora, Drüsensekret aus dem Gebärmutterhals und Stoffwechselprodukten. Es ist weißlich cremig, hat einen pH-Wert von 3,8 bis 4,4. Pro Tag werden etwa 5 ml gebildet. Um den Zeitpunkt des Follikelsprungs ist das Sekret leicht vermehrt, etwas klarer und flüssiger, aber stets nahezu geruchslos. Auch während der sexuellen Erregung wird vermehrt Scheidensekret gebildet (Lubrikation).

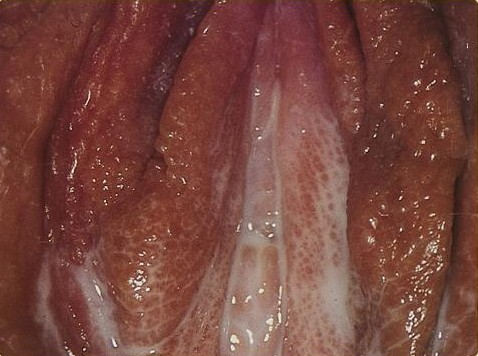
Vaginaler Ausfluss bei Gonorrhoe.

Ein vermehrter Scheidenausfluss, der auch als Leukorrhoe (Weißer Fluss, Weiß´fluss, Fluor albus oder fälschlich Scheidenkatarrh) bezeichnet wird, und Veränderungen von Aussehen, Farbe und Geruch sind ein typisches Zeichen einer Scheidenentzündung (Kolpitis). Diese kann infektiös (Trichomoniasis, vaginale Pilzinfektion, bakterielle Kolpitis, Aminkolpitis) oder durch Fremdkörper bedingt sein, aber auch durch Östrogenmangel, vermehrte Produktion von Gestagenen und Östrogenen in der Schwangerschaft oder fehlerhafte Intimpflege (Spülungen mit Mitteln, die das Scheidenmilieu schädigen).
Scheidenausfluss kann auch vom Gebärmutterhals stammen. Dabei kommen als Ursachen prämenstrueller Ausfluss, vermehrte Sekretion der Gebärmutterhalsdrüsen, Infektionen (Tripper, Chlamydiose), Polypen und Einrisse des Gebärmutterhalses und Gebärmutterhalskrebs in Betracht. Darüber hinaus kann der Ausfluss auch aus dem Gebärmutterkörper (Endometritis, Pyometra, Hämometra, Mukometra, Gebärmuttertumoren) oder aus den Eileitern (Adnexitis, Tumoren) stammen. Um ihre Wäsche vor Sekreten zu schützen, tragen manche Frauen Slipeinlagen (siehe auch Menstrualhygiene).

## Scheidenausfluss bei der Hündin
Bei der Hündin setzt sich das physiologische Scheidensekret ähnlich zusammen wie bei der Frau. In der Läufigkeit nimmt der Ausfluss deutlich zu und wird blutig, später fleischwasserfarben.
Vermehrter Scheidenausfluss außerhalb der Läufigkeit tritt vor allem bei einer offenen Pyometra auf. Bei jungen Hündinnen kann auch eine Junghundvaginitis Auslöser sein.

## Scheidenausfluss beim Rind
Bei der Kuh tritt pathologischer Scheidenausfluss bei einer Vaginitis, Zervizitis, Endometritis, Metritis oder bei Ovarialzysten auf. Während Vaginitiden beim Rind selten sind und meist spontan abheilen, sind Gebärmutterentzündungen (Endometritis bzw. Metritis) meist ein Bestandsproblem. Sie kommen vor allem nach dem Abkalben im Puerperium vor, als Infektion während der Künstlichen Besamung sowie bei einer Infektiösen Bovinen Rhinotracheitis am Ende der Trockenstehperiode.